# 스콧 오딜
스콧 오딜(영어: Scott O'Dell, 1898년 5월 23일 ~ 1989년 10월 15일)은 미국의 작가이다. 그는 캘리포니아주와 멕시코에 관한 여러 아동 문학을 포함하여 역사 소설을 썼다.

## 작품
- 7개의 황금도시
- 검은 진주